# 太田市役所
太田市役所（おおたしやくしょ）は、日本の地方公共団体である太田市の組織が入る施設（役所）である。

## 本庁舎

### 所在地
- 〒373-0853
- 住所：群馬県太田市浜町2番35号

### 開庁時間
- 午前8時30分～午後5時15分
- 閉庁日：土曜日、日曜日、祝日、年末年始

### アクセス
- 電車
  - 東武伊勢崎線太田駅から徒歩10分
- 車
  - 北関東自動車道太田桐生ICから15分、太田藪塚ICから20分

## 庁舎

### 藪塚本町庁舎

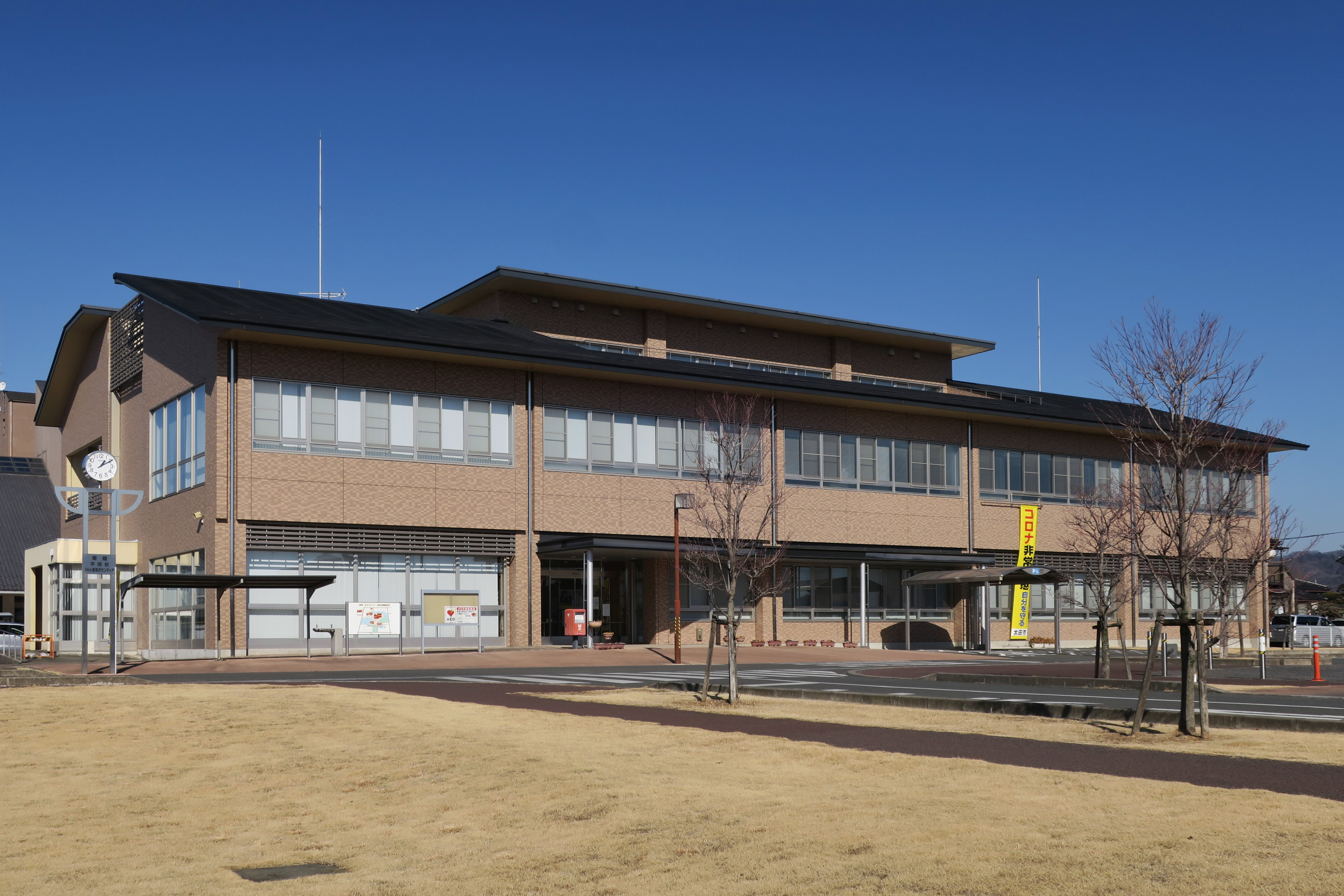
藪塚本町庁舎

太田市の北西部の旧藪塚本町にある庁舎。行政事業部の土地開発公社、事業管理課が入っている。

#### 所在地
- 〒379-2304
- 住所：群馬県太田市大原町459-1

（北緯36度21分21秒 東経139度17分56秒 / 北緯36.355829度 東経139.29877度）

### 新田庁舎

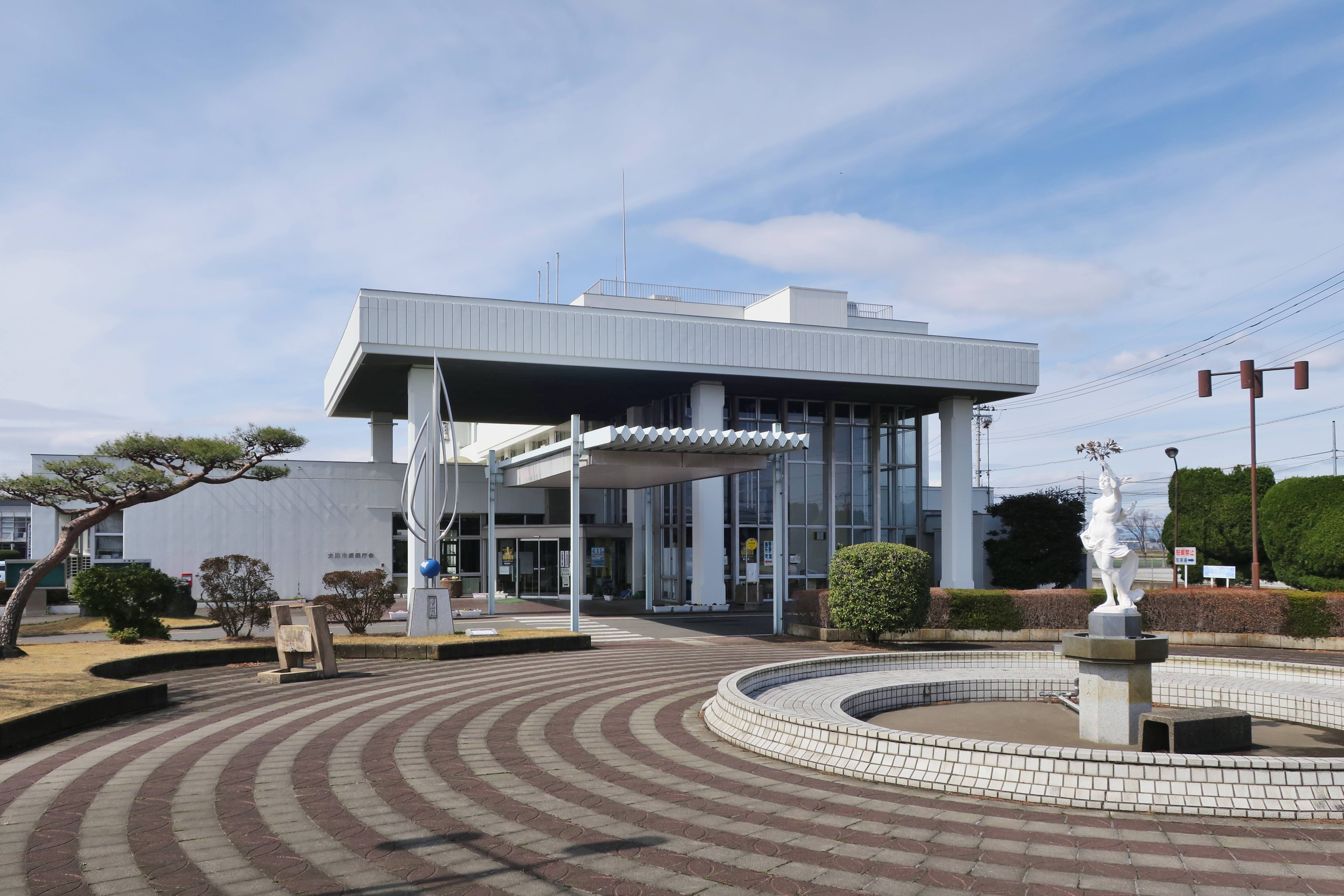
新田庁舎

太田市の北西部の旧新田町にある庁舎。農政部の農業政策課、農村整備課と農業委員会が入っている。

#### 所在地
- 〒370-0341
- 住所：群馬県太田市新田金井町29

（北緯36度18分06秒 東経139度17分53秒 / 北緯36.3016172度 東経139.2981656度）

### 尾島庁舎

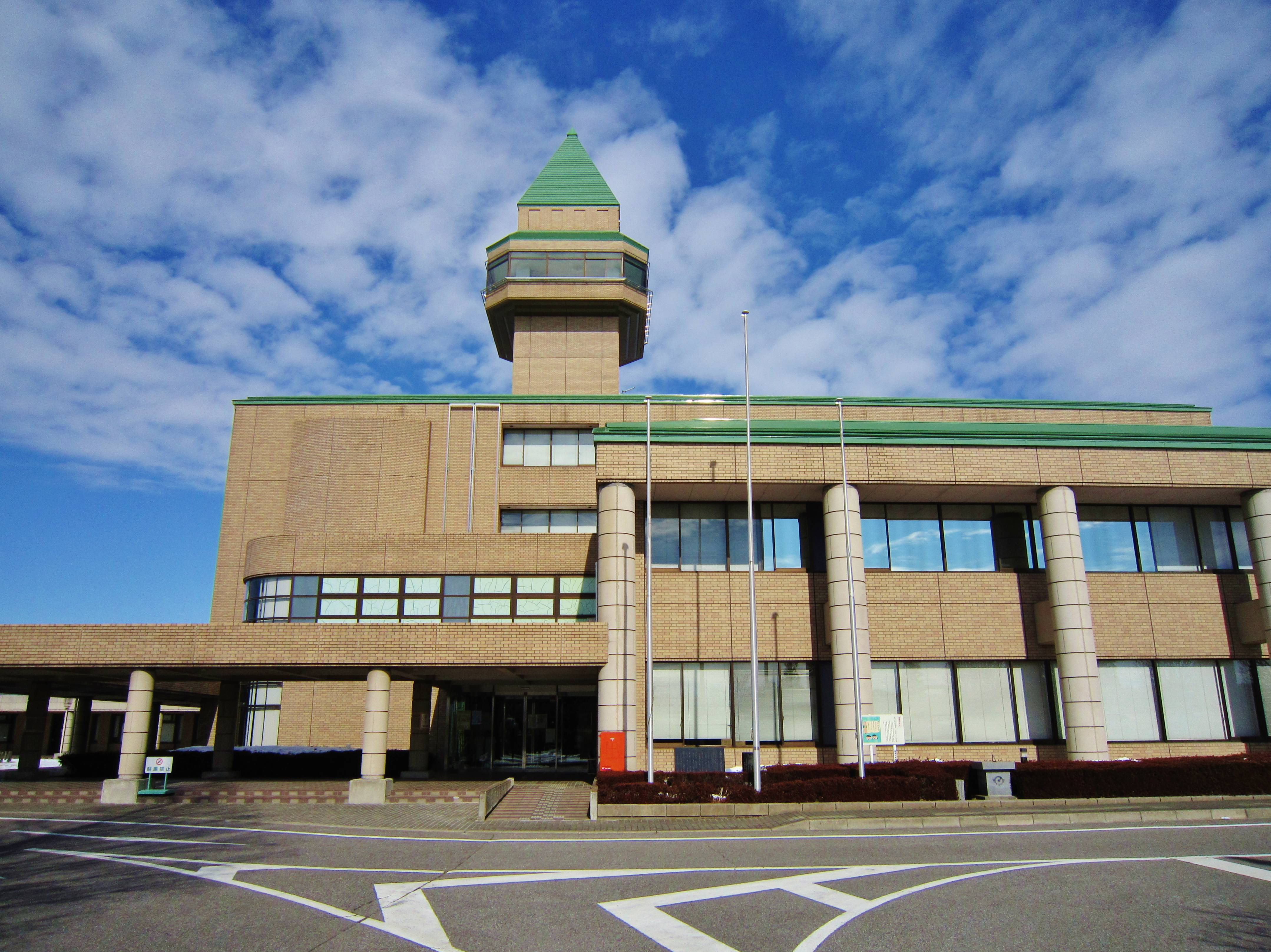
尾島庁舎

太田市の南西部の旧尾島町にある庁舎。教育委員会 教育部の教育総務課、学校施設管理課、文化財課、学校教育課が入っている。

#### 所在地
- 〒370-0421
- 住所：群馬県太田市粕川町

（北緯36度15分45秒 東経139度18分05秒 / 北緯36.2624132度 東経139.3014934度）